# Disneys Kurze Pause
Disneys Kurze Pause ist eine deutsche Sitcom-Serie, die von 2006 bis 2008 auf Sendung gewesen ist.
Sie wird ab und an auf Disney Channel sowie auch auf Kabel Eins ausgestrahlt.
Genau wie die amerikanische Version As the Bell Rings basiert die Serie auf dem italienischen Vorbild Quelli dell'intervallo. Daneben gibt es auch eine französische Variante mit dem Namen Trop la classe!.
Eine Folge ist fünf bis acht Minuten lang. Die Serie hat keine feste Sendezeit. Die Folgen werden meistens zwischen zwei Sendungen ausgestrahlt, wenn z. B. gerade ein Spielfilm lief und noch etwas Zeit übrig ist.

## Handlung
Die ganze Serie spielt sich nur in einer Schule ab. Genauer gesagt nur im Gang der Schule, in dem sich im Vergleich zu anderen Schulen ein relativ großes Fenster befindet. Alle Szenen sind nach demselben Schema aufgebaut: Die Charaktere setzen sich auf das Fenster oder stellen sich dahinter. Es gibt dabei auch immer nur eine Kameraperspektive.
Wenn es zur Pause klingelt, treffen sich meist Moritz (auch Mo genannt) und Philip (auch Flip genannt) am Fenster im Gang der Schule, wo sie alles besprechen, was heute vorgekommen ist oder heute noch passieren wird. Immer in der Mitte der Unterhaltung kommen ein bis drei andere Personen dazu (z. B. Julia) und geben einen Kommentar dazu ab, worüber sich Mo und Philip gerade unterhalten oder sprechen mit. Im Gespräch gibt es meistens Gags, Witze oder lustige Bemerkungen.

## Charaktere
- Moritz (Mo)

Das Markenzeichen von Mo sind seine Mützen, die er immer und überall trägt. Er zieht an, was gerade auf seinem Schlafzimmerboden herumliegt. Gespielt wird der Charakter von Bela Klentze.
- Philip (Flip)

Philip, gespielt von Benjamin Trinks, ist trendy und romantisch, und auch etwas naiv. Er steckt meist in Schwierigkeiten, weil er Termine, Verabredungen, Arbeiten usw. vergisst.
- Nebencharaktere
  - Julia – gespielt von Isabella Soric
  - Katarina (Kata) – gespielt von Sophie Belcredi
  - Eberhard (Streberhard/Strebi) – gespielt von Lukas Nathrath
  - Nico – gespielt von Constantin Gastmann
  - Anton (Tonne) – gespielt von Roland Schreglmann
  - DJ – gespielt von Lea Kalbhenn
  - Rocky – gespielt von Laelia Platzer
  - Spy – gespielt von Tobias Kern
  - Lilli – gespielt von Julia Eggert
  - Luca – gespielt von Sabin Tambrea (ab Staffel 2)
  - Stella – gespielt von Amy Mußul (ab Staffel 3)

- Gastrollen:
  - Jerome – gespielt von Richard Festor (Austauschschüler in Staffel 2)
  - Valentina – gespielt von Andrea Guasch (Austauschschülerin in Staffel 4)
  - Philips Papa – gespielt von Markus Majowski
  - Benedikt Weber

## Seriendaten
- Regie: Jan Markus Linhof
- Drehbuch: Giovanni Zola, Lucia Minati, Giuseppina De Simone, Henrike Heiland
- Kamera: Andreas Schulte
- Format: 4:3
- Tonformat: Stereo
- Rechte: The Walt Disney Company
- Genre: Kinder/Jugendprogramm

## Sonstiges
Im Sommer 2007 nahmen die beiden Kurze-Pause-Darsteller Bela Klentze (Grünes Team) und Isabella Soric (Blaues Team) als Vertreter von Disney Channel Deutschland an den Disney Channel Games teil, wo sie in verschiedenen Wettbewerben Geld zugunsten wohltätiger Organisationen (darunter u. a. UNICEF) erspielten. Bela Klentze erzielte dabei gemeinsam mit dem grünen Team (zu dem u. a. auch Dylan Sprouse, Miley Cyrus, Monique Coleman und Lucas Grabeel gehörten) den ersten Platz, Isabella Soric landete mit dem blauen Team (zu dem u. a. auch Corbin Bleu und Cole Sprouse gehörten) auf dem vierten und somit letzten Platz.
Im September 2007 waren Benjamin Trinks und Lea Kalbhenn bei der Premiere von High School Musical 2 in London und berichteten über den Film. Bei der Premiere waren außerdem einige Darsteller der „Kurzen Pause“ aus anderen Ländern z. B. auch aus Großbritannien oder Italien.
Lea Kalbhenn leiht Candace aus Phineas und Ferb im deutschen die Stimme.
Im April/Mai 2008 waren Isabella Soric und Benjamin Trinks bei den Disney Channel Games 2008 in Orlando/Florida. Während Trinks die Berichterstattung und die Interviews mit den Stars übernahm, kämpfte Isabella Soric wieder im Blauen Team um den Sieg.
In der Serie wurden Lachkonserven benutzt.